# 天官历包元太平经
《包元太平经》是汉成帝（前51年－前7年），时齐人甘忠可编著的一部书，共12卷，现已亡佚，其详细内容已不能知晓。
甘忠可在书中称汉朝将结束，天帝派赤精子把这部经书传授给甘忠可。这部书首创神仙下凡传授凡人的手法。
据《汉书·眭两夏侯京翼李传》：“成帝时，齐人甘忠可诈造天官历、包元太平经十二卷。”《天官历》和《包元太平经》应为两本书，被当做一本书是断句之误。

## 参看
- 太平清领书 - 另外一部称为太平经的经书